# David Wedderburn Gibson
David "Dave" (o "Davie") Wedderburn Gibson (Kirkliston, West Lothian, 23 de setembre de 1938) és un exjugador escocès, que va desenvolupar la seva carrera esportiva al Livingston United, a l'Hibernian, al Leicester City, a l'Aston Villa, a l'Exeter City i a la selecció escocesa.
Considerat com un dels jugadors del Leicester més bons i talentosos de la història, va ser un dels directors de joc i força creativa del gran Leicester de la dècada de 1960 entrenat per Matt Gillies, a més de l'equip dels Reis del Gel que gairebé aconsegueix el doblet del futbol anglès la temporada 1962-63.
Gibson va marcar en els dos partits, amb el Leicester, en la victòria en la final de la Copa de la Lliga l'any 1964, a més de disputar 3 finals de copa més amb l'equip.
Gibson va disputar 7 partits i va marcar 3 gols amb la selecció escocesa de futbol, inclòs un gol contra Espanya, a l'Estadi Santiago Bernabéu, només 12 mesos abans que Espanya es proclamés campiona del Campionat d'Europa de futbol 1964.

## Biografia
Gibson, que jugava com a davanter, va fitxar per l'Hibernian el 1956, provinent del Livingston United. Gibson era aficionat de l'equip contrari, el Heart of Midlothian, però l'altre equip d'Edimburg li oferí un contracte millor. Al conjunt escocès va jugar amb quatre dels Famosos Cinc, car Gibson va substituir Bobby Johnstone. Després de sis anys, el gener de 1962 va marxar al Leicester, conjunt anglès que va pagar una transferència del voltant de les £40,000.
Gibson va fitxar pel conjunt anglès quan encara estava realitzant el servei militar, motiu pel qual no va poder debutar amb el seu nou equip fins al 2 de març d'aquell any. No obstant, la temporada següent Gibson va començar a formar una combinació letal amb l'extrem esquerre del Leicester, Mike Stringfellow, convertint-se en una de les figures clau del Leicester que va estar a punt d'adjudicar-se el doblet del futbol anglès aquella temporada, liderant la lliga a falta de cinc jornades i perdent la final de la FA Cup. Posteriorment, Gibson ajudaria l'equip de Leicester a guanyar la final de la Copa de la Lliga, on va marcar en els dos partits. A més, també va disputar una altra final de Copa de la Lliga, el 1965, i una nova final de la FA Cup, el 1969, tot i que perdé en ambdues ocasions.
Finalment, el setembre de 1970 va fitxar per l'Aston Villa, on hi va passar dues temporades, per posteriorment anar a l'Exeter City, on es va retirar l'any 1974.
Després de la seva carrera esportiva, Gibson va treballar com a carter abans de dirigir un centre de salut a Whetstone, a Leicestershire.

## Selecció nacional
Gibson va debutar amb la selecció escocesa en una victòria per 4-1 contra Àustria, disputada davant de 94,500 espectadors a Hampden Park el 4 de maig de 1963. El partit es va suspendre després de 79 minuts després que l'àrbitre, davant de la brutalitat dels jugadors austríacs, temés per la seguretat dels jugadors. Gibson va jugar prou bé per mantenir el seu lloc a l'equip, mermat per l'absència del jugador del Tottenham John White de cara als partits amistosos contra Noruega, Irlanda i Espanya. El seu primer gol va arribar precisament en aquell famós partit contra el combinat espanyol, en el qual Escòcia va guanyar per 6-2 al Santiago Bernabéu de Madrid.
En total va disputar 7 partits, on va aconseguir marcar 3 gols.

## Palmarès
Leicester City Football Club
- Copa de la Lliga: 1964